# Кокциус, Теодор
Теодор Кокциус (нем. Theodor Coccius; 8 марта 1824, Кнаутхайн под Лейпцигом — 24 октября 1897, Лейпциг) — немецкий пианист и музыкальный педагог. Брат офтальмолога Эрнста Кокциуса.
Учился в Школе Святого Фомы, изучал музыку под руководством Г. В. Финка. Как пианист учился у Юлиуса Кнорра и Сигизмунда Тальберга.
В 1849—1855 гг. преподавал в Гамбурге. С 1864 года и до конца жизни преподавал в Лейпцигской консерватории, в 1893 году получил почётное звание профессора музыки. Среди его учеников были Александр Михаловский, Оскар Мериканто и Алджернон Эштон. Подготовил новое издание фортепианных сочинений Иоганна Баптиста Крамера.